# Écoféminisme

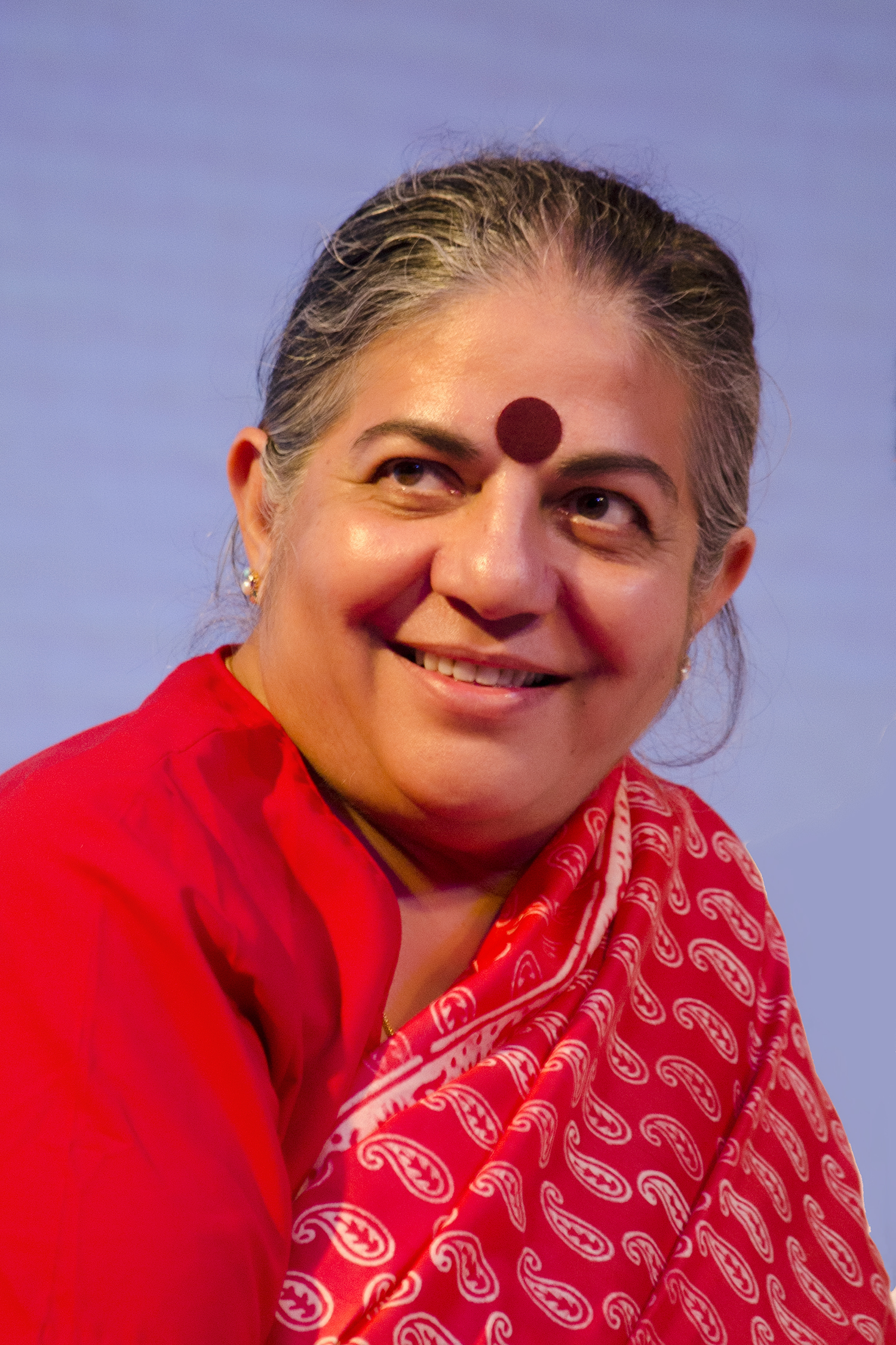
L'écrivaine féministe indienne Vandana Shiva est l'une des figures de l'écoféminisme.

L’écoféminisme est un courant philosophique, éthique et politique né de la conjonction des pensées féministes et écologistes.
Le courant écoféministe considère qu'il existe des similitudes et des causes communes entre les systèmes de domination et d’oppression des femmes par les hommes et les systèmes de surexploitation de la nature par les humains (entraînant le dérèglement climatique et le saccage des écosystèmes). En conséquence, l'écologie nécessiterait de repenser les relations entre les genres en même temps qu'entre les humains et la nature.
L'écoféminisme contemporain insiste de plus en plus sur le croisement entre les oppressions : « Sans entrer dans une tentative de définition, on constate tout de même des tendances qui se retrouvent dans toutes les variétés d’écoféminisme : critique du patriarcat-capitaliste, de l’exploitation systémique des corps minorisés — et spécifiquement des femmes —, de la mainmise sur la fertilité des sols et des utérus, de la dévalorisation du care et de la dépossession d’un certain pouvoir spirituel des femmes au profit de religions patriarcales ».

## Origine du terme
Le terme « écoféminisme » est la contraction des mots « écologie » et « féminisme ».
Si on considère généralement que ce terme a été utilisé pour la première fois en 1974 par Françoise d'Eaubonne, féministe française, dans son ouvrage Le féminisme ou la mort,, quoique Émilie Hache note qu'il est possible que le terme ait été inventé par plusieurs personnes au même moment, l’apparition du terme ne coïncide pas avec l’apparition du concept. 
En 1974, Françoise d'Eaubonne s'appuie sur les réflexions de Serge Moscovici qui avait théorisé l'écologie politique dans les années 1960 et proposé, dès 1972, l'existence d'un lien historique entre la formulation du dualisme nature/culture et l'établissement de la domination masculine. Pour Françoise d'Eaubonne comme pour Moscovici, le féminisme émancipateur est une condition de l'écologie, mais pour d'Eaubonne cela passe notamment par le contrôle des naissances, ce qui fait encore vivement débat à l'époque alors que des écologues comme Paul Ehrlich estiment que la surpopulation mène la planète à sa fin. Ainsi pour elle,

« le premier rapport de l’écologie avec la libération des femmes est la reprise en main de la démographie par celles-ci, ce qui définit la réappropriation du corps. »

C'est cependant une tendance radicalement opposée qui va se développer dans les pays anglo-saxons sous la même appellation, fondée sur une mystique féminine souvent essentialiste et bien éloignée du féminisme progressiste qui domine alors en France.
L’écrivaine Janet Biehl affirme quant à elle que ce serait Murray Bookchin qui aurait inventé ce concept pour parler des conférences données par Ynestra King à l’Institut d’Écologie Sociale durant les années 1970.

## Histoire

### Origines (1960-1980): de l'écologie féminine à l'écologie féministe
Les premières manifestations de l'écoféminisme se déroulent durant la République espagnole, avec des professeures féministes comme Leonor Serrano et Gloria Giner. La guerre d'Espagne, l'arrivée au pouvoir de Franco puis la Seconde Guerre mondiale mettent un terme à ces premières expériences en Europe. Le mouvement regroupait une pluralité de groupements et d’associations partageant certaines valeurs, comme la protection de l’environnement et de la biodiversité, associées au rejet des tendances consuméristes et des traditions patriarcales, plus tard qualifiées de «virilisme agressif».
Outre-atlantique, alors que le mot écoféminisme n'existe pas encore, on assiste à l'émergence de figures féminines de l'écologie dès 1962 par Rachel Carson dans son livre Silent spring (« Printemps silencieux ») qui, par son retentissement, contribua à l'interdiction du pesticide DDT aux États-Unis. On peut également citer d'autres écologistes influentes comme Lois Gibbs, Donella Meadows ou Petra Kelly, avant l'émergence de mouvements ouvertement féminins comme Women for Life on Earth. Des féministes comme Frances Power Cobbe et Marie Huot s’engagent dans le mouvement parallèle du droit animal.
Dans les années 1970, des villageoises indiennes fondent le mouvement Chipko, qui proteste contre la déforestation, et qui peut être considéré comme « écoféministe rétrospectivement » car Vandana Shiva, activiste écoféministe renommée, devient bientôt la plus active des porte-paroles du mouvement Chipko. Vandana Shiva a également fondé en Inde dans l'Uttarakhand un sanctuaire de la biodiversité sauvage et agrosemencière, où les femmes tiennent une place essentielle,.

### Développement (1980-2000)
Une autre date importante est celle d'une conférence intitulée « l'écoféminisme et la vie sur terre » aux États-Unis en mars 1980 après l'accident nucléaire de Three Mile Island en 1979. Les personnes présentes avaient adopté un manifeste sur les rapports entre les mouvements écologiques et les mouvements de femmes, entre la destruction de la nature, le militarisme, les discriminations et dominations subies par la femme.
En 1980 et 1981 aux États-Unis ont lieu les Women's Pentagon Actions, actions spectaculaires où deux mille femmes se réunissent autour du Pentagone pour réclamer à la fois l'égalité des droits (sociaux, économiques, reproductifs), la fin des actions militaires menées par le gouvernement, ainsi que la fin de l'exploitation des personnes et de l'environnement. Ce mouvement s'inscrit dans la lutte antinucléaire et sera le berceau de l'écoféminisme américain.
En 1990, dans un article intitulé « Le pouvoir et la promesse du féminisme écologique », Karen J. Warren met en exergue les apports et enrichissements croisés de l'écoféminisme, avec à la fois une importance du féminisme pour l’éthique environnementale, et tout autant inversement, une importance de l’environnementalisme pour le féminisme. Les courants politiques et écoféministes dialoguent et fusionnent parfois, tout en restant nombreux et polymorphes, mais plaidant principalement à la fois pour la justice sociale et contre les inégalités écologiques (Les effets de la dégradation environnementales, comme ceux de la pauvreté sont inégalement répartis dans le monde et les territoires) et affirmant que la cause de la nature fait partie de la cause des femmes. Les recherches, ateliers et articles sur le sujet se multiplient, témoignant de la vitalité de ce mouvement.

### XXIesiècle
En 2019 l'écoféminisme est de plus en plus présent dans la société, avec des chercheuses comme Yayo Herrero. Lors des différentes marches pour le climat impulsées par Greta Thunberg de nombreuses jeunes filles ont pris l’initiative de mettre une touche féministe dans leur pancarte : « Léchez des clitos, pas le cul de Monsanto », « Enculez-nous, pas le climat » ou encore « Ma planète, ma chatte, sauvons les zones humides », ce slogan évoquant les tampons dont les composants pollueraient autant la planète que le corps des femmes. Lorsqu'elle donne une partie de son prix Liberté à Care, Greta Thunberg identifie l'association comme un soutien « aux femmes et filles des pays du Sud face aux effets de la hausse des températures et du changement climatique ».

## Courants
Il existe plusieurs courants au sein de l'écoféminisme :
- un écoféminisme spiritualiste (Starhawk, mouvance du « Féminin sacré »…) ;
- un écoféminisme éthique (nouvelle éthique environnementale[26] et visant à soigner les blessures faites par l'homme à la planète[27] (« care »)[28],[29] dans un monde perçu comme de plus en plus vulnérable (effondrement de la biodiversité, crise climatique…). L'un des thèmes de cette mouvance peut être la promotion d'un droit de la nature et d'un droit des animaux[30] ;
- un écoféminisme de résistance (le Staying Alive de Vandana Shiva[31]) et de création ;
- un écoféminisme faisant référence à une écologie dite « profonde »[32], et aux mythes fondateurs de la terre mère, à une planète symbiotique[33] ou à l'hypothèse Gaïa[34], ou encore à un paradis perdu à réinventer[35], comme dans la perspective critique de Carolyn Merchant ou de Rosemary Radford Ruether ;
- un écoféminisme matérialiste (Maria Mies[36], des économistes allemandes comme Claudia von Werlhof, Veronika Bennholdt-Thomsen…)[37].
- un écoféminisme social (Val Plumwood) qui établit « un lien entre les femmes et l’environnement dans leur exploitation par les institutions patriarcales, surtout le capitalisme »[38].
- un écoféminisme queer (Cy Lecerf Maulpoix) qui « questionne la relation établie entre les femmes et la nature fondée sur l’identité de « femme » par les autres écoféministes et prônent plutôt une action politique et citoyenne »[38].

La variété de tendances (des dominantes féministes aux approches à dominante écologique ou écologiste) donne lieu à une large gamme de possibilités. Ces tendances ont cependant en commun une analyse critique radicale et commune sur le patriarcat, le capitalisme et le contexte matérialiste supposé rationaliste et technico-scientifique, de la marchandisation du vivant, de la révolution verte de l'agriculture industrielle et de l'évolution du domaine des agro-semences qui ont mis les paysans en situation de perte d'autonomie.

## Critiques
Une critique commune de l'écoféminisme consiste à souligner que la connexion qu'il promeut entre les femmes et la nature relève d'une forme d'essentialisme (homme et femme par essence, et rentrant « instinctivement » dans des stéréotypes bien différents, les femmes étant naturellement plus proches de la terre et du soin). Ainsi, « selon les thèses du mouvement Chipko, les femmes accorderaient instinctivement une plus grande priorité à la protection de l’environnement naturel ». Selon ce mouvement, qui servit longtemps de pierre de touche à l'écoféminisme, l'écrivaine Janet Biehl questionne une certaine « idéalisation de l’agriculture vivrière. Que dire des femmes qui aspiraient à l’éducation, à une vie professionnelle et à une pleine citoyenneté politique ? Les écoféministes semblaient préférer qu’elles demeurent dans leurs anciens rôles, pieds nus et jardinant ».
Le féminisme traditionnel s'inquiète ainsi que l'écoféminisme puisse rétablir le confinement des femmes au diktat de soin et de choix de l'alimentation augmentant, par la même, la charge mentale de ces dernières dans leur rôle de mère au foyer. De ce fait, si l'écoféminisme initial de Françoise d'Eaubonne était radicalement progressiste et émancipateur, un large pan de l'écoféminisme américain est situé plutôt à droite, porteur d'un essentialisme féminin, voire d'une mystique du foyer diamétralement opposée au féminisme émancipateur, mystique défendue par des auteures comme Shannon Hayes, promotrice des « radical homemakers » (« mères au foyer radicales ») et pouvant « horrifier » les féministes progressistes par ce recyclage de stéréotypes patriarcaux.

## Interdisciplinarité

### Entre militantisme et recherche universitaire
Le mouvement écoféministe est né de revendications militantes (mouvement Chipko, Greenbelt, Women Pentagon's action) qui ont trouvé des échos, voire des précurseures dans le milieu académique avec les premières théoriciennes américaines comme Carolyn Merchant et Yestra King. Le mouvement s'organise sur plusieurs fronts : il cherche à analyser d'un point de vue historique les liens entre les femmes et la nature, à réagir aux phénomènes d'oppressions actuels auxquels font face les femmes du monde entier, et à y proposer des solutions pratiques et théoriques en élaborant des modes de pensées nouveaux. Cette pluralité des objectifs ancre le mouvement dans plusieurs champs d'action comme le militantisme, la recherche universitaire et la littérature sans toujours opérer de distinction entre ceux-ci.
Pour la philosophe française Émilie Hache, l'intérêt du milieu universitaire pour l'écoféminisme pose problème en ce qu'il édulcore sa dimension actuelle, ne prenant pas en compte ce qui s'élabore chaque jour par les femmes pour contrer l'exploitation de la nature. Pour elle, « la reprise partielle de l'écoféminisme par l'académie, en le coupant des problèmes auxquels il répondait comme en en inventant d'autres qui ne sont pas les siens ».
Mouvement hybride par définition puisqu'il allie deux objets d'études que sont les femmes et la nature, l'écoféminisme se fonde sur la tradition transdisciplinaire de la recherche anglo-saxonne, les premières théoriciennes étant américaines, et navigue ainsi entre « gender studies », « queer studies », « science studies » et « postcolonial studies ».

### Littérature
Les écrits écoféministes s'inscrivent dans la tradition américaine qui utilise volontiers la littérature comme mode d'action militante, en se donnant à voir comme des pamphlets poétiques. L'écriture fait fusionner approches militantes, théoriques et littéraires avec le genre flexible de l'essai qui a à la fois sa place dans la recherche universitaire et dans la littérature. La place importante accordée à la poésie et la désorganisation intentionnelle de certains essais s'explique par la critique faite par l'écoféminisme au rationalisme occidental et masculin qui, avec le développement de la science a fondé la domination de l'homme sur la nature en germe dans la pensée de la Renaissance. Les écoféministes qualifiées d'essentialistes (qui posent l'idée d'un principe féminin), comme les écoféministes d'inspiration matérialiste ressentent la nécessité de critiquer la norme idéale de la raison associée à la culture et au masculin en opposition à la nature, dans une perspective déconstructiviste qui a influencé le féminisme américain de la deuxième vague. Cette remise en question commune rend difficile la différenciation entre les écoféministes supposément essentialistes et les matérialistes si ce n'est par leurs pratiques d'écritures, les unes rejetant le registre argumentatif et les autres, comme Ariel Salleh, s'y attachant encore.
En France, des œuvres telles que Reclaim et Après La Pluie - Horizons écoféministes s'attachent à rassembler différents textes de nombreuses autrices présentant un panel riche de visions éclectiques permettant de nourrir ce mouvement naissant dans la francophonie.
Plus largement, il existe un écoféminisme littéraire fictionnel et non militant qui s'inscrit notamment dans le genre de la science-fiction (Sally Miller Gearhart, Joan Slonczewski) et s'organise autour de plusieurs outils et motifs littéraires : la subversion des mythes occidentaux, l'« écologie sentimentale », la rhétorique romantique à travers son rapport idéalisé à la nature sauvage. Ces motifs correspondraient à des « stratégies d'émancipation » qui font des écrits littéraires écoféministes des « antidotes » aux oppressions à travers la création par l'imagination d'une société alternative, utopique. Animal Dreams de Barbara Kingsolver et les œuvres portant sur la mer de Rachel Carson peuvent être considérés comme des textes écoféministes.

## Remise en question du dualisme nature/culture

### Origine et influence sur la vision des femmes
La théorie écoféministe prend ses sources dans une prise de conscience du caractère conventionnel du lien établi entre les femmes et la nature depuis le début de l'ère moderne. Cette réflexion est particulièrement importante au sein de l'écoféminisme matérialiste qui analyse les rapports entre hommes et femmes sous l'angle de l'exploitation et de la lutte des classes. L'historienne Carolyn Merchant fait remonter l'analogie entre les femmes et la nature à l'Antiquité mais décrit une « imagerie vitaliste » associant la terre à une « femme bienfaisante, sensible et nourricière », et qui fonctionnait comme une « contrainte éthique » puisque le fait de la personnifier empêchait son exploitation. Ce lien conceptuel fait entre la femme et la nature a dès la Renaissance, avec la découverte de l'Amérique et les débuts de la colonisation, changé de nature. Il s'est mêlé à une volonté de maîtrise de la nature grâce au développement de la science ; la technique et le savoir ont ainsi été des instruments de domination de la nature, et les acteurs de ce développement scientifique et économique étant masculins, la femme a été placée par contraste du côté de ce sur quoi on agit, c'est-à-dire de la nature.[réf. nécessaire]
De vivante, presque sacrée, celle-ci est devenue dans les représentations des Européens colonisateurs un environnement statique, une ressource dévitalisée devant être « réduite en servitude » et « modelée par les arts mécaniques » pour Francis Bacon, qui participent au XVIIe siècle à cette personnification de la nature comme porteuse de « complots et de secrets » en défendant la recherche scientifique et le désir de connaissance qui joue à plein à la Renaissance. L'analogie non plus avec la mère nourricière, mais avec la femme vierge à conquérir pour « recouvrer et autoriser la domination de l'homme sur la nature » et que l'action d'Eve lui avait fait perdre, légitime ce qui est considéré comme une juste reprise de pouvoir.
Ce système de pensée dualiste s'inscrivant dans la pensée rationaliste occidentale qui fonctionne par paire d'oppositions oppose ainsi les femmes, la nature, les indigènes d'un côté, et les hommes, la culture, les colons de l'autre[réf. nécessaire]. Le lien dans les mentalités entre les femmes et la nature a engendré un système d'oppressions qui les exploitaient non pas simultanément (les deux étant considérées comme des externalités économiques à exploiter), mais l'une par l'autre puisque, selon la philosophe Elsa Dorlin, la théorisation médicale de la femme fonde sa dévalorisation en l'associant à une nature aliénante qui la déborderait à travers les humeurs, à un corps matériel et défaillant. Elle s'opposerait à l'homme qui s'émancipe de la nature par la conscience conçue comme une substance immatérielle. De la même manière, les métaphores qui dans les écrits de penseurs de la Renaissance comme Bacon assimilent les territoires américains à des corps de femmes à pénétrer de force légitiment la colonisation du Nouveau monde qui comme la femme serait subordonné à l'homme, en attente d'être possédé par lui.
Ainsi, si l'affinité entre la femme et la nature s'est d'abord faite dans les mentalités, elle a ensuite acquis une dimension réelle et historique qui pousse à les analyser conjointement, et à reconduire le dualisme dans la recherche écoféministe[réf. nécessaire]. D'autre part, ce dualisme est hiérarchique, et deux approches se dessinent au sein du mouvement, soit pour subvertir le système de dualismes en montrant que les femmes peuvent se trouver du côté de la raison (au travers des écritures argumentatives) en reconduisant néanmoins la hiérarchie qui fait de la raison la norme idéale, soit pour renverser la hiérarchie en revalorisant la nature et l'irrationnel au détriment de la culture, mais en reprenant les dualismes qui opposent nature et culture, féminin et masculin.
La chercheuse Elizabeth Carlassare nomme ces deux courants écoféminisme social (social) et écoféminisme culturel (cultural). Le premier fonde l'analyse des oppressions subies par les femmes sur les constructions sociales dont elles font l'objet, et peut être considéré comme "socialiste" lorsqu'il vise à une révolution sociale qui dynamiterait les représentations genrées pour permettre l'égalité. Les écoféministes sociales sont constructivistes en ce qu'elles supposent que les différences entre les hommes et les femmes reposent uniquement sur des constructions sociales, s'opposant à un essentialisme qui considèreraient ces différences comme naturelles. A contrario, les écoféministes culturelles comme Susan Griffin tentent de créer des modèles de féminité émancipée sur le mode poétique ou spirituel plutôt que de se concentrer sur l'analyse politique et sociale des oppressions à déconstruire. Ces courants reproduisent une tension qui traverse plus largement l’histoire des féminismes entre féminisme matérialiste et différentialiste, qui s’opère au moment de la scission entre la branche matérialiste et psychépo du MLF.
La philosophe Émilie Hache souligne cependant que cette dualité entre essentialisme et constructivisme est remise en question par certains auteurs et autrices qui parlent d'un « essentialisme stratégique » (Noël Sturgeon) voire d'un « essentialisme constructiviste » (Elizabeth Carlassare).

### Possibilités de dépassement
L'écoféministe indienne Vandana Shiva propose dans un passage de Staying Alive une alternative au dualisme né de la pensée rationaliste occidentale en passant par la cosmologie indienne, qui se fonderait sur un principe de « dualité dans l’unité ».
Shiva expose l’idée d’une tension chez les hommes et les femmes entre la personne et la nature (Purusha-Praktiri), complémentaires au sein d’une « harmonie dialectique ». Elle définit la nature comme porteuse de vie et non comme ressource passive, faisant de la même manière du féminin un principe de créativité, et vide de ce fait ces catégories de leur caractéristique traditionnelle de passivité tout en maintenant la différence entre « principe femelle » et « mâle », et l’association ontologique entre féminité et nature : « comme incarnation et manifestation du principe féminin, [la nature, ou Praktiri], est caractérisée par… ».
Une autre manière de flouter la frontière entre nature et culture consiste à considérer qu'il n'y a pas de camp à choisir entre celui de la nature associée au donné, à l'immédiat, et celui de la culture instituée. L'écologie et l'éthique qu'elle sous-tend est de fait envisagée comme une « culture de la nature » puisqu'elle revêt un ensemble de codes, de conceptions et de savoirs qui la rattachent à la notion de culture. Celle-ci se définit non pas comme une forme d’émancipation ou de rupture vis-à-vis de la nature, mais comme un reflet de cette dernière avec laquelle elle interagit, en protégeant le monde vivant qui l'irrigue et l'instruit à son tour.

### Critique essentialiste et réponse
Les écoféministes sociales comme Victoria Davion voient dans l’écoféminisme culturel une forme d’essentialisme dangereuse en ce que toute conception d’une différence entre les sexes, même valorisante pour la femme, est considérée comme aliénante et risquerait d’entraver le processus égalitaire. Cette dissension serait née avec la récupération par le milieu universitaire du mouvement écoféministe et par la théorisation qui l’a suivie tandis qu’au sein des luttes militantes, qui se concentraient sur des enjeux concrets, ces divergences étaient seulement vues comme des moyens différents déployés dans un même but. Ces critiques ont été tempérées par des autrices qui y voient une incompréhension au niveau du sens des mots employés dans les textes qualifiés d’essentialistes. Ainsi, lorsque Ariel Salleh parle de la « réalité séparée » des femmes, elle ne considère pas que celle-ci est le résultat d’une particularité naturelle, mais qu'elle est construite socialement au point que les expériences vécues par les femmes soient de fait devenues spécifiques. La réhabilitation du courant supposément essentialiste est de plus en plus répandue grâce notamment aux travaux de Naomi Shor et Elizabeth Carlassare, mais demeure rare et débattue.

### Des dissensions apparentes
Cette difficulté pour les écoféministes de penser hors d’un dualisme représenterait un « dialogue critique », une pluralité féconde au sein du mouvement et ne relèverait pas réellement d’une dissension. Les approches culturelles et socialistes se différencieraient non pas au niveau de leurs positions idéologiques mais de leurs modes d’actions, et plus précisément des registres littéraires qu’elles emploient, les unes préférant un style poétique, les autres une écriture argumentative. Il n’y aurait pas d’opposition entre un écoféminisme essentialiste et constructiviste (tous deux continuant à s’inscrire dans le dualisme tout en tentant de le combattre) car les écoféministes culturelles considèrent que certaines différences entre les hommes et les femmes sont construites mais choisissent de reprendre celles-ci en les recréant. Elles s’attachent non pas directement à déconstruire des représentations négatives de la nature et des femmes, mais à reconstruire de nouveaux modèles, à la fois pratiques en s’adonnant à une agriculture raisonnée, et idéologiques à travers la littérature et l’identification à des images comme celle de la Grande Déesse à laquelle se réfèrent les écoféministes spiritualistes.
Le mouvement « reclaim » cherche ainsi à revendiquer une histoire, celle par exemple de la chasse aux sorcières, pour guérir des préjudices subis plutôt que de les occulter, à sauvegarder certains éléments du passé comme le lien entre les femmes et la nature, tout en les renouvelant de manière à en déployer de nouvelles représentations, plus positives et propices à l'empouvoirement des femmes. Les écoféministes spiritualistes plus particulièrement, dont certaines se rattachent au wiccanisme, mais aussi les communautés lesbiennes séparatistes qui participent à la mouvance back to the land des années 1970 tentent de rompre avec un rapport capitaliste à la nature conçue non plus comme ressource à exploiter mais comme entité avec laquelle cohabiter et interagir. Les premières effectuent ainsi des rituels qui visent à dialoguer avec les esprits peuplant la nature, unifiés sous l'égide de la Grande Déesse. Elles se situent ainsi dans un « rapport pragmatique [voire performatif] à la vérité » qu’il s’agit non pas réellement déchiffrer a posteriori, mais de créer de manière positive et continuelle, ce qui explique que ces écoféministes culturelles ne se positionnent pas clairement sur le caractère social ou naturel du lien entre les femmes et la nature. Elles cherchent plutôt à (re)créer celui-ci, en une « stratégie oppositionnelle consciente », un « essentialisme stratégique (en) » combattant avec leurs propres armes le modèle patriarcal dominant.

### Un écoféminisme décolonial
De plus en plus de chercheurs croisent le colonialisme et ses conséquences aux enjeux écologiques et sociaux de l'écoféminisme : C'est le cas de Myriam Bahaffou qui affirme : « L’écoféminisme décolonial implique donc de décentrer le sujet occidental et de comprendre sa valeur fondamentale dans des pays tels que l’Algérie, la Martinique ou le Brésil. Voilà pourquoi il est important de déterrer nos récits, nos matriarcats, nos héroïnes, notre écologie, et notre conception du corps, qui bien qu’elles diffèrent partout, gardent les stigmates de la colonisation ».

## Les savoirs indigènes des femmes et la conservation de la biodiversité

### Lien entre les femmes et la nature
Lorsque l'on parle d'écoféminisme, de nombreuses écoféministes anglo-saxonnes opèrent un lien entre la domination patriarcale des hommes sur les femmes et la domination des humains sur la nature. Un lien direct, donc, entre les femmes et la nature. La marginalisation des femmes au sein de la société et la destruction de la diversité iraient alors de pair. Il est souligné de plus que les femmes sont souvent naturalisées (à travers l'argument de l'instinct maternel par exemple), et que la nature est féminisée ("mère nature"). Elles découlent toutes les deux d'une réduction voire d'une destruction de la diversité.
C'est cette naturalisation de la femme qui est perçue par de nombreuses féministes progressiste comme une régression vers des stéréotypes différentialistes et essentialistes.

### Des valeurs qui diffèrent
Selon Vandana Shiva, la vision patriarcale de la société hiérarchise et distingue les hommes et les femmes, donnant plus de valeur aux hommes, résultant à une infériorité de la femme et de fortes inégalités. Pour des firmes patriarcales capitalistes à haut rendement, la valeur de la nature n'est plus intrinsèque, elle est considérée qu'à des fins commerciales, par la pratique de la monoculture. C'est pourquoi la marchandisation est un procédé industriel uniforme et homogène contraire à la politique des femmes et la politique de la nature prônant la diversité.

### Importance de la diversité
Le savoir-faire des femmes indigènes est parfois perçu comme un mode de production et des compétences, basés sur une pratique naturelle en lien avec la préservation de l'environnement et de la biodiversité. Le respect de la diversité permet la mise en relation de différents éléments naturels. La biodiversité est essentielle au développement économique de nombreuses communautés du tiers monde, aussi à leur bien-être et leur subsistance. Leurs moyens durables de production et de consommation, basés sur les ressources biologiques et sur le principe de conservation de la biodiversité, donnent une certaine harmonie de vie.
La monoculture au contraire, accompagnée d'engrais chimiques, provoquent des carences et déséquilibres alimentaires, tout en détruisant la richesse naturelle des sols. La diversité des récoltes est donc indispensable au maintien d'un équilibre nutritionnel et à la fertilité des sols. Ces modes de production sont écologiques mais aussi culturelles. Des festivals, rituels sacrés de semence, symbolisent le renouveau, la diversité et l'harmonie, non seulement du monde végétal mais de la planète et du monde social.

### Opposition avec un«mode de production capitaliste»
L'arrivée des nouvelles technologies, « progressistes », s'oppose aux pratiques traditionnelles, durables et respectueuses considérées comme primitives et arriérées. À travers un principe de maximisation et d'impératif économique, ces nouveaux modes de production conduisent, par un rendement unidimensionnel, à une destruction de la biodiversité et des moyens d'existence. Jugées comme regroupant trop de tâches, trop diversifiées, le travail des femmes indigènes est la plupart du temps déconsidéré par les économistes. C'est, selon Vandana Shiva, « une inaptitude conceptuelle à définir le travail des femmes à l'intérieur et extérieur de la maison ». Pourtant ces femmes sont d'importantes productrices en termes de valeur, de volume et d'heures prestées. Elles ont été les gardiennes des semences depuis des temps immémoriaux, leurs compétences et leurs connaissances devraient être à la base de toutes les stratégies d'amélioration des récoltes. Malgré les conséquences destructrices de ce système de production de masse capitaliste, ce dernier est paradoxalement en plein développement.

### De multiples divergences
Vandana Shiva expose des points divergents entre la pratique traditionnelle des femmes indigènes et la pratique des firmes capitalistes. Premièrement, la biodiversité est une forme relationnelle pour les femmes et non réductrice. Ensuite, le concept de sacralité et de la diversité des semences ne se retrouve pas dans les entreprises de maximalisation et industries biotechnologiques, prônant la marchandisation de masse et le profit comme unique valeur. Ensuite, un système de production agricole durable serait un cycle fermé entre la production et la consommation. Pour les cultivatrices, l'équilibre de la semence repose sur la continuité de la vie.
Les entreprises de semence vont briser ce système d'auto-approvisionnement en fabriquant des semences à usage unique, ne permettant pas la naissance de nouvelles générations, de sorte à contraindre les cultivateurs et cultivatrices à acheter leurs semences à ces entreprises et d'y créer une dépendance. Vandana Shiva dénonce la pratique de breveter des semences en la définissant comme « une forme de piraterie du vingt-et-unième siècle », permettant aux entreprises multinationales, de dérober, piller l'héritage et le patrimoine commun des paysannes du tiers monde. Pour elle, ils volent aux productrices du tiers monde leur biodiversité et aux consommateurs une nourriture sûre et saine.

## Quelques écoféministes connues
Par ordre alphabétique :
- Carol J. Adams (écrivaine et militante des droits des animaux)
- Myriam Bahaffou (philosophe et militante décoloniale)
- Rosalie Bertell
- Jeanne Burgart-Goutal (philosophe)
- Françoise d'Eaubonne (romancière et créatrice du terme en français)
- Susan Griffin (dramaturge)
- Émilie Hache (philosophe)
- Donna Haraway (philosophe et historienne des sciences)
- Yayo Herrero (anthropologue)
- Jil Love (artiste)
- Carolyn Merchant (philosophe)
- Maria Mies (sociologue)
- Val Plumwood (philosophe)
- Ariel Salleh (sociologue)
- Vandana Shiva (écrivaine et militante)
- Starhawk (écrivaine)
- Juana Whitney (pédagogue féministe et défenseure de l'environnement et des animaux).
- Grace Ineza Umuhoza
- Wangari Muta Maathai

#### En français
- Myriam Bahaffou, Des paillettes sur le compost, éditions Le passager clandestin, 2022
- Jeanne Burgart Goutal, Être écoféministe. Théorie et pratiques, éditions l'Échappée, 2020
- Jeanne Burgart Goutal et Aurore Chapon, Re-Sisters. Nouveaux récits, éditions Tana, 2021
- Collectif, Faire partie du monde, réflexions écoféministes, Montréal, Éditions du remue-ménage, 2017
- Claudine Cohen, Sylvie Chaperon, Jules Falquet, Sandrine Goldschmidt, Émilie Hache, Rose-Myrlie Joseph, Janine Mossuz-Lavau, Sylvie Paquerot, Évelyne Peyre, Marie-Dominique de Suremain, Joëlle Wiels, Eau et féminismes: petite histoire croisée de la domination des femmes et de la nature, la Dispute, 2011
- Alice Cook et Gwyn Kirk, Des femmes contre des missiles. Rêves, idées et actions à Greenham Common, Paris, Cambourakis, 2016
- Solène Ducretot, Après la pluie, Horizons écoféministes, éditions Tana, 2020
- Françoise d'Eaubonne, Le Féminisme ou la mort, Éditions Horay, 1974, 276 p.  (ISBN 2-7058-0018-2)
- Françoise d’Eaubonne, Écologie et Féminisme, révolution ou mutation ?, 1979 ; rééd. 2018 Libre et Solidaire Éditeur, 239 p.  (ISBN 2-372630369)
- Jules Falquet, Imbrication: femmes, race et classe dans les mouvements sociaux, Éditions du Croquant, 2020 (ISBN 978-2-36512-233-7)
- Silvia Federici, Réenchanter le monde, Genève, Entremonde, 2022, 304 p. (ISBN 978-2-940426-63-8)
- Françoise Flamant, Women's Lands. Construction d'une utopie. Oregon, États-Unis, 1970-2010, 2016
- Caroline Goldblum, Françoise d'Eaubonne et l'écoféminisme, éditions Le passager clandestin, 2019
- Émilie Hache, sélection et présentation (dir.) (trad. de l'anglais), Reclaim : recueil de textes écoféministes, Paris, Cambourakis, coll. « Sorcières », 2016, 412 p. (ISBN 978-2-36624-213-3)
- Donna Haraway, Des singes, des cyborgs et des femmes. La réinvention de la nature, trad. Oristelle Bonis, préface de Sam Bourcier, Paris, éditions Jacqueline Chambon, coll. « Rayon philo », 2009
- Cy Lecerf Maulpoix, Écologies déviantes, Voyages en terres queers, Cambourakis, 2021
- Marianne Leconte, Femmes au futur. Anthologie de science-fiction féminine, Bibliothèque Marabout, 1976
- Charmain Levy et Andrea Martinez, Genre, féminismes et développement: une trilogie en construction, Les presses de l'Université d'Ottawa, coll. « Études en développement international et mondialisation », 2019 (ISBN 978-2-7603-2826-6, 978-2-7603-2827-3 et 978-2-7603-2828-0)
- Sabine Masson, Pour une critique féministe coloniale: réflexions à partir de mon engagement avec des luttes indigènes au Mexique et au Honduras, Éditions Antipodes, coll. « Regards anthropologiques », 2016 (ISBN 978-2-88901-120-9)
- Pascale Molinier, Sandra Laugier et Jules Falquet, Genre et environnement: nouvelles menaces, nouvelles analyses au Nord et au Sud, L'Harmattan, 2015 (ISBN 978-2-343-07818-2)
- Mara Montanaro, Théories féministes voyageuses. Internationalisme et coalitions depuis les luttes latino-américaines, Éditions Divergences, 2023
- Vanessa Nakate, Matthieu Dumont et Damien-Guillaume Audollent, Une écologie sans frontières, HarperCollins, 2021 (ISBN 979-10-339-1104-3)
- Pattie O'Green, Manifeste Céleste, Aventures spirituelles en bottes à cap, Éditions du remue-ménage, 2021
- Ariel Salleh, July Robert et Jeanne Burgart Goutal, Pour une politique écoféministe: comment réussir la révolution écologique, Wildproject le Passager clandestin, coll. « Domaine sauvage », 2024 (ISBN 978-2-38114-065-0) (traduction de Ecofeminism as Politics: Nature, Marx and the Postmodern, Sed Books, 1997)
- Maria Mies et Vandana Shiva, L'Écoféminisme, Paris, 1983 - trad. française Éditions L'Harmattan ; 1999  (ISBN 2-7384-7177-3)
- Vandana Shiva, Jeanne Burgart Goutal et Agnès El Kaïm, Restons vivantes: femmes, écologie et lutte pour la survie, Rue de l'échiquier, coll. « Diagonales », 2022 (ISBN 978-2-37425-285-8)
- Starhawk, Rêver l'obscur. Femmes, magie et politique, 1982 ; rééd. Cambourakis, 2015
- Starhawk, Comment s'organiser ? Manuel pour l'action collective, Cambourakis, 2021
- Monique Dental, "Pratiques écoféministes", Editions La Découverte, 2019.
- Fragments de décolonisation - Femmes autochtones en mouvement, Université Laval, Québec, Recherches féministes, Consortium Erudit, 2017, 289 p. (ISSN 0838-4479, lire en ligne)
- Le pouvoir des femmes dans les luttes pour la souveraineté alimentaire, L'observatoire du droit à l'alimentation et à la nutrition, 2019, 62 p. (ISBN 978-3-943202-51-9)

#### En anglais
- Janet Biehl, Rethiking Ecofeminist Politics, South End Press, Cambridge (Massachusetts, États-Unis), 1991 ; rééd. 1999
- Irene Diamond et Gloria Orenstein, Freman éd., 1990, Reweaving the World. The Emergence of Ecofeminism, San Francisco, Sierra Club Books  (ISBN 978-0871566232)
- Greta Gaard et Lori Gruen, « Ecofeminism : toward global justice and planetary health », Environmental Ethics. An Anthology, A. Light et H. Rolston III éd., Oxford, Blackwell, p. 281-284, 2003
- B.T. Gates, A root of Ecofeminism. Ecofeminist literary criticism: theory, interpretation, pedagogy, 1-22 (lien Google Livres), 1998
- Susan Griffin, Woman and Narure: the Roaring Inside Her (1978), The Women's Press, 1984
- Sandra G. Harding, The Science Question in Feminism, Cornell University Press, 1986
- Reclaim the Earth: Women speak out for Life on Earth, édition établie par Stephanie Leland & Leonie Caldescott, The Women's Press Ltd., 1983
- Rosemary Radford Ruether, Gaïa and God: an Ecofeminist Theology of Earth Healing, New-York: Harper & Collins, 1992
- Women Healing Earth: Third World Women on Ecology, Feminism, and Religion, édition établie par Rosemary Radford Ruether, SCM Press, 1996
- Ariel Salleh, Ecofeminism as Politics: Nature, Marx and the Postmodern, Sed Books, 1997
- Noël Sturgeron, Ecofeminist Natures: Race, Gender, Feminist Theory and Political Action, Routledge, 1997
- Douglas A. Vakoch, Feminist Ecocriticism. Environnment, Women, and Literature, Lexington Books, 2012

#### Articles
- Association des Femmes en Recherche Théologique, Femmes & Hommes en Église, Les Réseaux des Parvis, Hors-série no 24 : Les Femmes et la nature. L’écoféminisme, 2010
- Janet Biehl, « Retour à l'état de nature », article paru initialement en mai 2011 sous le titre « Féminisme et écologie, un lien "naturel" ? - Résurgence d’une idée reçue », Manière de voir no 150, décembre 2016-janvier 2017, p. 48-50
- Victoria Davion, « Ecofeminism », A Companion to Environmental Philosophy, D. W. Jamieson éd., Oxford, Blackwell, p. 232-247, 2003
- Solène Ducrétot, « Pour la planète et pour les femmes, l’écoféminisme veut faire des émotions un moteur de la lutte », Causette, 2020
- A.L. Gandon « L’écoféminisme : une pensée féministe de la nature et de la société » sur erudit.org, 2009
- Catherine Larrère, « L’écoféminisme : féminisme écologique ou écologie féministe », Tracés, no 22, 2012
- C. L. Maulpoix et M. L. Donné, « Sensibilités climatiques entre mouvances écoféministes et queer », Multitudes, no 67,‎ février 2017, p. 66 à 74 (lire en ligne)
- Louise Melançon, « Pour la guérison du monde. Une spiritualité écoféministe selon Rosemary Radford Ruether », in Spiritualité contemporaine défis culturels et théologiques, sous la direction de Camil Ménard et Florent Villeneuve, Montréal : Fides, 1996

### Radio, vidéo
- Épisode de podcast "Le patriarcat contre la planète" ([écouter en ligne]), invitée Jeanne Burgart-Goutal, de la série Les couilles sur la table sur Binge.audio, 2020
- Podcast écoféministe Les Épines
- « Vandana Shiva : "Qu'est-ce que l'écoféminisme ?" », sur YouTube, Mediapart, 2018
- Interview Émilie Hache, sur YouTube, Mediapart, 2016
- [vidéo] « Écoféminisme - La question de l'essentialisme », sur YouTube, chaîne Game Of Hearth
- [vidéo] « C'est quoi l'écoféminisme ? », sur YouTube, chaîne Ophélie - Ta Mère Nature